# Corynoptera filispica
Corynoptera filispica är en tvåvingeart som beskrevs av Werner Mohrig 1999. Corynoptera filispica ingår i släktet Corynoptera och familjen sorgmyggor. Inga underarter finns listade i Catalogue of Life.